# Muránska Zdychava
Muránska Zdychava (allemand : Stichawa,  hongrois : Kakasalja) est un village de Slovaquie situé dans la région de Banská Bystrica.

## Histoire
La première mention écrite du village date de 1551.

## Démographie

### Évolution de la population
| Année:               | 1994. | 2004.   | 2014.    | 2024.   |
| -------------------- | ----- | ------- | -------- | ------- |
| Nombre de personnes: | 304   | 293     | 250      | 218     |
| Différence:          |       | -3,61 % | -14,67 % | -12,8 % |

| Année:               | 2023. | 2024.   |
| -------------------- | ----- | ------- |
| Nombre de personnes: | 219   | 218     |
| Différence:          |       | -0,45 % |